# Rheumaptera flavipes
Rheumaptera flavipes là một loài bướm đêm trong họ Geometridae.